# Zagorzynek
Zagorzynek – osiedle Kalisza położone na stoku rzeki Prosny, oddzielone od centrum miasta linią kolejową nr 14; pełni funkcje mieszkaniowe i przemysłowe. Do 1935 siedziba gminy Żydów.
Siedziba Rady Osiedla Zagorzynek, mieści się przy ul. Beskidzkiej 5.

## Historia
Jako wieś Zagorzynek lub Zagórzynek wzmiankowana od 1579.
W latach 1900–1902 wykopano sztuczny wąwóz, pod łuk torów kolejowych z kierunku Łodzi i Warszawy.
Bogaty w zasoby gliny teren, słynął z 13 cegielni (ostatnie zlikwidowano w latach 70. XX w.).

## Komunikacja miejska
| Kaliskie Linie Autobusowe | Kaliskie Linie Autobusowe  |
| Nr linii                  | Trasa                      |
| ------------------------- | -------------------------- |
| 7                         | Wyszyńskiego – Romańska    |
| 9                         | Wyszyńskiego – Leśna       |
| 16                        | Obozowa – Wał Bernardyński |